# 新街口百货商场

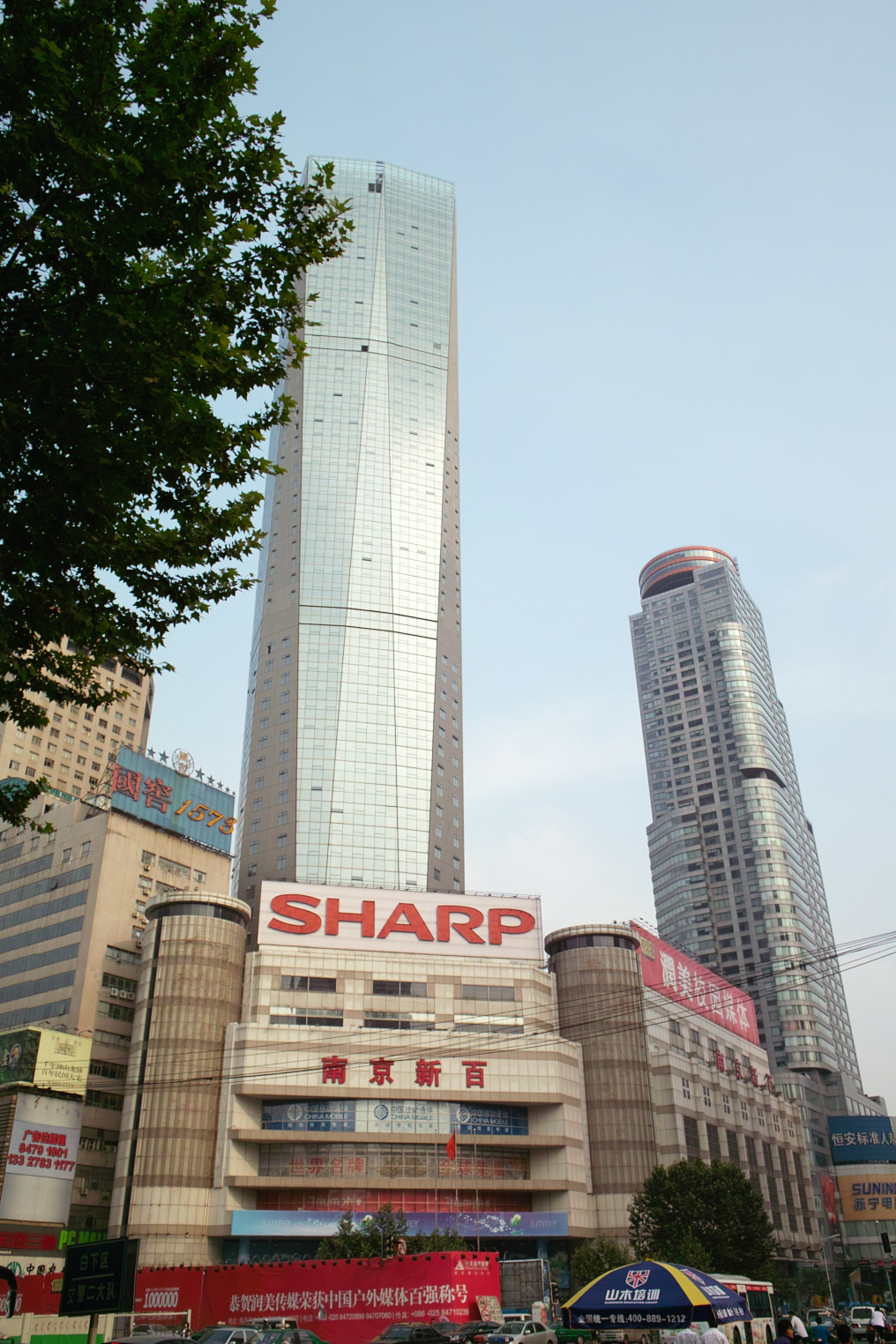
南京新百大楼

新街口百货商场，也简称作“南京新百”（上交所：600682），是一家位于南京市新街口广场东侧的一家占地面积1.3万平方米，营业面积5万平方米的老字号大型百货零售企业。同时，它也是中国十大百货商店之一和南京市第一家商业企业股票的上市公司。南京企業爲主。

## 历史
创建于1952年8月，目前拥有13个专业商场，经营品种24万余种。2000年销售、利润指标列中国十大百货商店独立门店之首。2007年公司累计实现销售23.80亿元。